# Đỗ Quang Trung
Đỗ Quang Trung (sinh ngày 20 tháng 1 năm 1946) là chính khách Việt Nam, nguyên Bộ trưởng Bộ Nội vụ Việt Nam từ năm 1996 đến năm 2007, Ủy viên Ban Chấp hành Trung ương Đảng Cộng sản Việt Nam khóa IX, Đại biểu Quốc hội khóa XI.
Quê quán: thôn Tử Dương, xã Cao Thành, huyện Ứng Hòa, tỉnh Hà Tây.
Năm 1981 ông được bầu làm Bí thư Huyện ủy Tiên Yên (Quảng Ninh). Năm 1986 ông được bầu làm Ủy viên dự khuyết Ban chấp hành Trung ương Đảng khóa VI. Năm 1986 - 1992 ông giữ chức Phó Bí thư Tỉnh ủy Quảng Ninh. Chủ tịch UBND tỉnh Quảng Ninh, sau đó ông được bổ nhiệm giữ chức Tổng cục trưởng Tổng cục Du lịch (1992 - 1996) . Ông trúng cử Ủy viên Ban chấp hành Trung ương Đảng các khóa VII, VIII. IX. Năm 1996 ông được bổ nhiệm làm Bộ trưởng, Trưởng ban Tổ chức cán bộ Chính phủ, rồi sau đó là Bộ trưởng Bộ Nội vụ.